# Can Romeu (Sant Llorenç Savall)
Can Romeu o el Romeu és una masia del municipi de Sant Llorenç Savall (Vallès Occidental) protegida com a bé cultural d'interès local. Està situada a la capçalera de la vall d'Horta.

## Descripció
És una masia formada per diferents cossos que s'han afegit al llarg del temps. El cos principal té la teulada a dues aigües de teula àrab. Té gran quantitat d'obertures i es combina les allindanades amb els brancals i la llinda de pedra amb les d'arc de mig punt. Els murs són de paredat de pedra aglomerada del país. Està molt restaurada.

## Història
Està documentada des del segle xiii (1236). Originàrimanet era propietat dels senyor del castell de Pera, però passar a mans del monestir de Sant Llorenç del Munt. Durant la baixa edat mitjana va adquirir gran quantitat de terres forestals des dels Emprius fins a la cova Simanya. Fou molt restaurada durant els anys 60 del segle xx. Actualment les seves terres no estan cultivades.